# 比亞斯

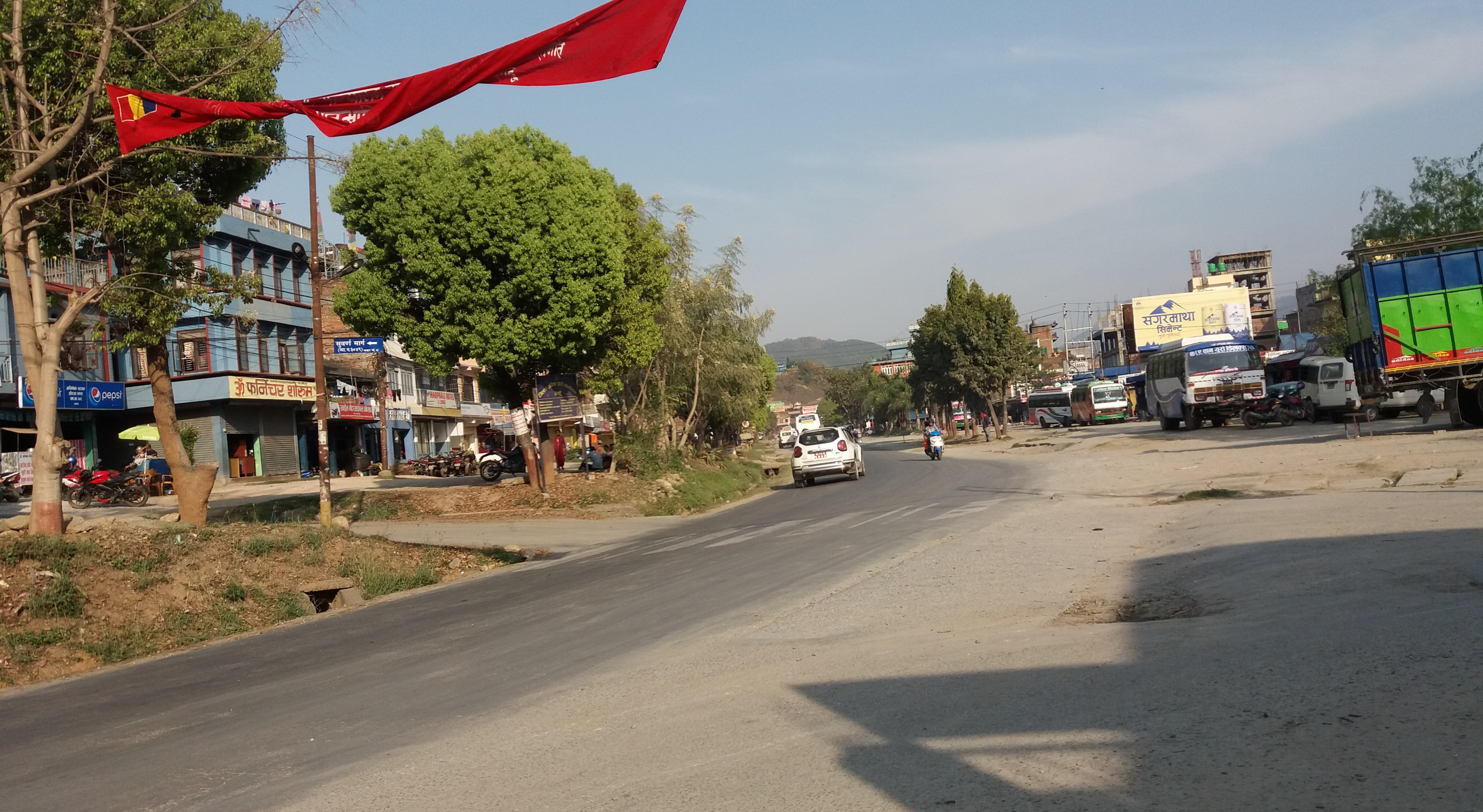
比亞斯

比亞斯（व्यास）是尼泊爾的城鎮，位於該國中部甘達基河的支流上，由甘達基省負責管轄，處於博克拉東南38公里，海拔高度350米，2011年人口42,899。

## 外部連結
- UN map of the municipalities of Tanahu District （页面存档备份，存于）